# Забузький район
Забузький район — колишній район Львівської області, центром якого було місто Белз.

## Історія
Забузький район було створено 10.11.1951 року після того, як внаслідок обміну територіями до складу УРСР перейшло від ПНР місто Белз з навколишніми територіями. У 1959 році до нього було приєднано Великомостівський район. Забузький район було ліквідовано у грудні 1962 року — його територія увійшла до складу Сокальського району.

## Територія
Забузький район створено на основі територій, які у 1951 році перейшли зі складу ПНР до УРСР. Згідно з тодішньою радянсько-польською угодою, землі, що знаходились у трикутнику між Солокією і Західним Бугом, знову стали українськими, включно з містами Кристинопіль (нині Шептицький), Белз, Угнів, селами Варяж, Себечів, Опільсько, Хоробрів, Забужжя, Соснівка, Хлівчани та багатьма іншими. Тут було створено Забузький район з центром у Белзі.
У березні 1959 року було укрупнено деякі сільради в Забузькому районі.
Загалом територія Забузького району становила 48 тисяч гектарів.

## Забузький райком КПУ
Одразу після створення району почалося творення низових комуністичних структур, зокрема у січні 1952 року створено Забузький райком КП(б)У, однак вже у жовтні 1952 року його було перейменовано на Забузький райком КПУ. У грудні 1962 року райком було ліквідовано у зв'язку з входженням території району до складу Сокальського району. Забузький райком КПУ складався з наступних структурних підрозділів: бюро (загальний відділ), відділ партійних, профспілкових та комсомольських організацій, сектор партійної статистики, відділ пропаганди i агітації, сільськогосподарський відділ, відділ кадрів.

## Примусове переселення
До обміну територіями на ділянках, які відійшли до складу СРСР і де було утворено Забузький район проживало 14385 поляків — відповідно до домовленостей між країнами до 9 листопада 1951 року всіх їх було переселено в Польщу, натомість згодом на їх місце було переселено селян з Львівської, Дрогобицької та Станіславської областей.

## Діяльність українського підпілля
Підпільна боротьба українського народу проти радянської влади на території Забузького району тривала досить довго. Про це свідчить наступний факт: 8 січня 1960 року завершився судовий процес над членами ОУН. Виїзна сесія Львівського обласного суду на підставі статей 296–297 Кримінального кодексу УРСР засудила до найвищої міри покарання (розстрілу з конфіскацією належного їм майна) — П.Дубецького, В.Кобака, Г.Мухи, Л.Гадія, Я.Михайлюка.

## Релігія
Попри заборони і атеїстичну пропаганду на території району діяли релігійні громади. Зокрема у Соснівці та Хлівчанах були громади ХВЄ.